# ギリェルメ・ラモス
ギリェルメ・マグロ・ピレス・ラモス（Guilherme Magro Pires Ramos, 1997年8月11日 - ）は、ポルトガル・リスボン県リスボン出身のサッカー選手。ドイツ・ブンデスリーガ2部・ハンブルガーSV所属。ポジションはDF。

## クラブ経歴
地元リスボンのクラブチームを経て、2012年にスポルティング・クルーベ・デ・ポルトゥガルのユースアカデミーに入所。2015年にBチームに昇格するも、トップチーム昇格までには至らず、2018-19シーズンはCDマフラでプレー。2019年にCDフェイレンセに移籍。新天地で先発に定着し、評価を高めた。
2021年6月30日、アルミニア・ビーレフェルトと4年契約を締結したことが発表された。
2023年、ハンブルガーSVに移籍した。